# 横河マニュファクチャリング
横河マニュファクチャリング株式会社（よこがわまにゅふぁくちゃりんぐ、Yokogawa Manufacturing Corporation）は、電気機械器具製造業を営む日本の会社である。
横河電機の完全子会社で、同社グループ各社の製品（各種計測器や制御機器等）を製造する、いわゆる生産子会社である。

## 概要
横河電機は、合併前の旧・横河電機製作所、旧・北辰電機製作所それぞれが誘致を受けて全国各地に工場を建設し、日本国内だけで19箇所に生産拠点を抱えていた。
2003年、横河電機は合理化のため、国内各地に分散していた生産拠点の集約に踏み切り、甲府（山梨県甲府市）、小峰（東京都あきる野市）、駒ヶ根（長野県上伊那郡宮田村）、金沢（石川県金沢市）の4拠点に統合した。2005年、国内の製造部門を分離し、生産子会社として当社を設立した。
2018年には、海外生産拠点を当社管轄下に移管し、世界各地に展開するYOKOGAWAグループの生産拠点の統括業務も行っている。

## 事業所
- 本社：東京都武蔵野市
- 生産拠点：
  - 甲府事業所（山梨県甲府市）
  - 小峰事業所（東京都あきる野市）
  - 駒ヶ根事業所（長野県上伊那郡）
  - 金沢事業所（石川県金沢市）

## 沿革
- 1915年（大正4年）- 建築家・工学博士の横河民輔が、東京府渋谷町に電気計器の研究所を設立。
- 1917年（大正6年）- 電気計器を発売。日本の電気計器国産化の先駆けとなる。
- 1920年（大正9年）- 株式会社横河電機製作所（現・横河電機）設立。
- 1933年（昭和8年）- 流量、温度、圧力等の自動調整装置の製造を開始。
- 1974年（昭和49年）- 甲府工場およびシンガポール工場操業開始。
- 1980年（昭和55年）- 米国・アトランタ工場の操業を開始。流量計を現地生産。
- 1981年（昭和56年）- 中国でのアナログ計器の生産を開始。
- 1983年（昭和58年）‐ 横河電機製作所と北辰電機製作所が合併し、横河北辰電機株式会社が発足（1986年、横河電機株式会社に社名変更）。
- 1985年（昭和60年）- 下丸子工場を甲府に移転し、甲府工場を拡張。
- 1988年（昭和63年）
  - 横河アイエムティー株式会社（現・当社駒ケ根事業所）が操業を開始。
  - 横河メック株式会社（現・当社小峰事業所）が操業を開始。
- 1994年（平成6年）- 横河電機の各事業部が持つ生産機能を集約し「生産事業部」を発足。
- 1997年（平成9年）- 生調達・物流機能会社として、横河トレーディング株式会社を設立。
- 2001年（平成13年）- 生産技術と生産管理ノウハウを集約し、国内関連会社を統合。生産機能会社として横河エレクトロニクス・マニファクチャリング株式会社を設立。
- 2003年（平成15年）- 国内生産工場を再編成。19拠点を4拠点に統合。
- 2005年（平成17年）- 横河エレクトロニクス・マニファクチャリングと横河トレーディングが統合し、横河マニュファクチャリング株式会社を設立。
- 2008年（平成20年）- 技能五輪全国大会に「切削加工」部門で初出場。以来10年連続のべ17人が県予選から全国大会に出場。
- 2009年（平成21年）-「グリーンITアワード経済産業大臣賞」受賞。
- 2014年（平成26年）- 「省エネ大賞（審査委員会特別賞）」受賞。
- 2017年（平成29年）- 新しいものづくりへの挑戦「次世代工場構築PJT」発足。
- 2018年（平成30年）- 横河電機のグローバル生産センター機能を統合、同社グループの海外生産会社を管理下に置く。